# Linea
Una linea è un qualsiasi oggetto o traccia, curvo o meno, che congiunge due punti, il suo inizio e la sua fine, detti "estremi"; proprio in virtù del suo significato molto esteso, sono numerosissimi i campi in cui si possono individuare linee di vario genere.

## I significati della linea

### La linea in geometria
In geometria, la linea è una serie infinita di punti adimensionali, succedentesi in modo "continuo"; essa possiede dunque una sola dimensione, la lunghezza, e manca di larghezza e di profondità. Le qualità che una linea può possedere sono diverse e numerose: principalmente, essa può essere retta, spezzata o curva. Una linea si dice retta quando i punti che la compongono si susseguono uno dietro l'altro in una fila lineare; questo tipo di figura viene chiamata retta se non ha inizio né fine, semiretta se ha inizio o fine e segmento se ha inizio e fine. 
Una linea si dice invece spezzata quando è formata da segmenti contigui uniti per le estremità e non aventi la stessa direzione; infine, essa è chiamata curva quando la si può dire generata da un unico punto che si muove casualmente sul piano o nello spazio. Le linee appartenenti agli ultimi due gruppi detti, inoltre, possono essere chiuse o aperte, a seconda che i loro estremi coincidano o no: alle linee spezzate chiuse appartengono tutti i poligoni, mentre a quelle curve chiuse figure come il cerchio e l'ellisse; similmente, alle linee curve aperte appartengono sinusoidi, parabole, iperboli e tantissime altre figure. 
Elemento fondamentale affinché si possa formare una figura geometrica è che la linea non sia intrecciata: essa può infatti, nelle sue curvature, formare degli istmi, ovvero delle zone in cui due punti si trovano sovrapposti racchiudendo due o più aree differenti. Naturalmente esistono anche linee aventi più di una delle qualità sopra citate (retta o curva, chiusa o aperta, intrecciata o semplice): un evidente esempio è la forma ad otto, che è insieme curva, chiusa e intrecciata.

### La linea nella tecnica
In elettrotecnica, per linea, si intendono i vari collegamenti, galvanici e non, che esistono tra apparecchi di comunicazione: dei validi esempi sono la linea del telefono e l'ormai obsoleta linea del telegrafo. Usate per la trasmissione via cavo, le suddette linee sono composte di diversi materiali, che possono essere rame o altri metalli, oppure le recenti e velocissime fibre ottiche. In idraulica è considerata invece essere una linea il sistema di circolazione dei tubi, trasportanti molto spesso acqua o gas metano; essi sono prodotti principalmente in alluminio e altri metalli, ed hanno un diametro molto variabile.

### La linea come simbolo
In diversi campi il simbolo di una linea (orizzontale, verticale o anche diagonale) indica un'idea ben precisa: un esempio evidente è la matematica, nella quale una lineetta orizzontale può contenere in sé sia il concetto di sottrazione che quello di divisione (a seconda che sia un meno o una linea di frazione). Sempre secondo, una linea verticale è presente nei numeri romani, a indicare la cifra 1; inoltre, in molti alfabeti (specie in quelli occidentali), la linea verticale indica una lettera ed un relativo suono (nel nostro caso la vocale I).
Nelle comunicazioni era un tempo molto comune interpretare una linea come un messaggio, in quanto essa, insieme al punto, faceva parte del codice Morse adoperato dai telegrafi.